# Ceriagrion coromandelianum
Ceriagrion coromandelianum là một loài chuồn chuồn kim trong họ Coenagrionidae.
Loài này được xếp vào nhóm Loài ít quan tâm trong sách Đỏ của IUCN năm 2007.
Ceriagrion coromandelianum is in 1798 voor het eerst wetenschappelijk beschreven bởi Fabricius.

## Hình ảnh

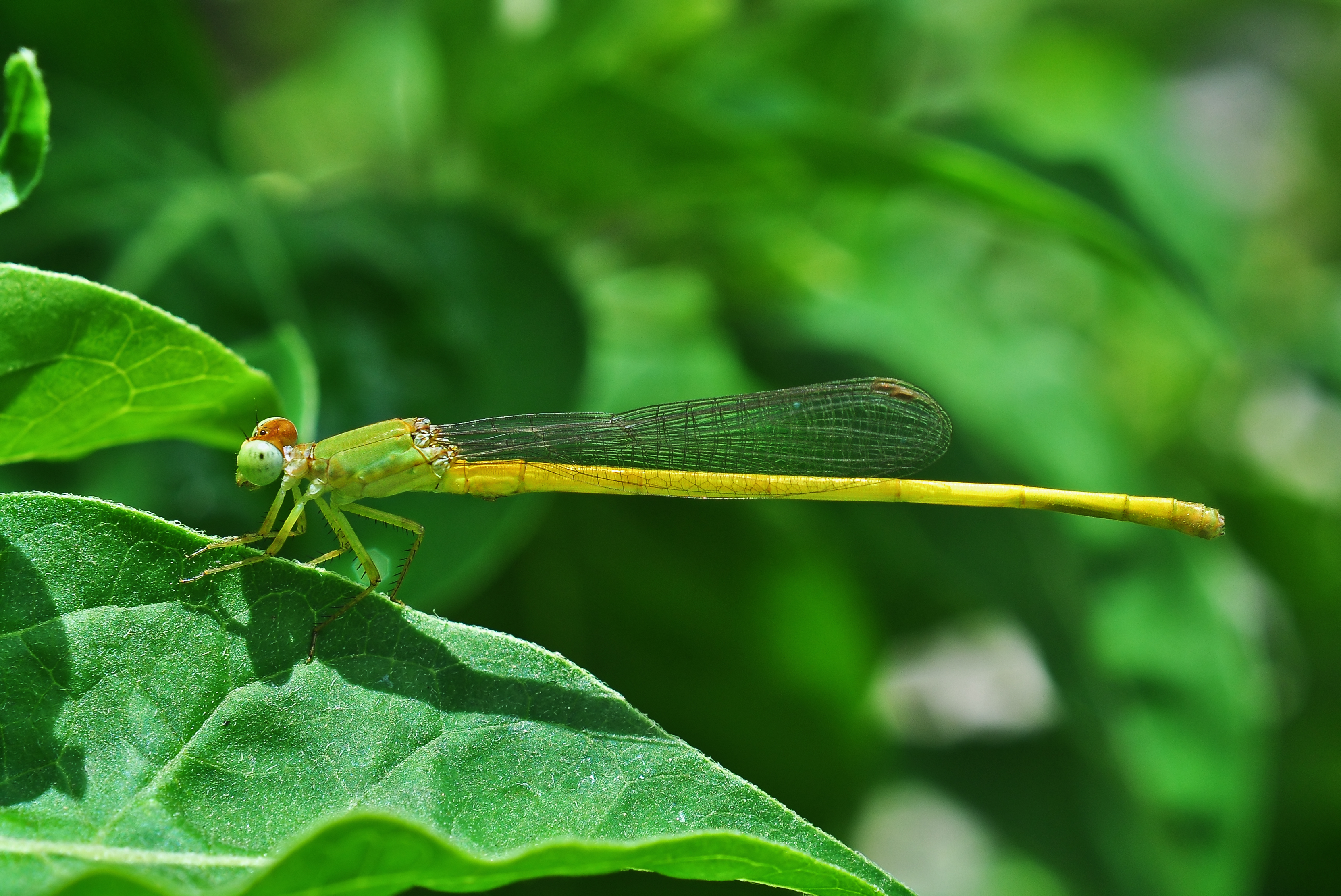
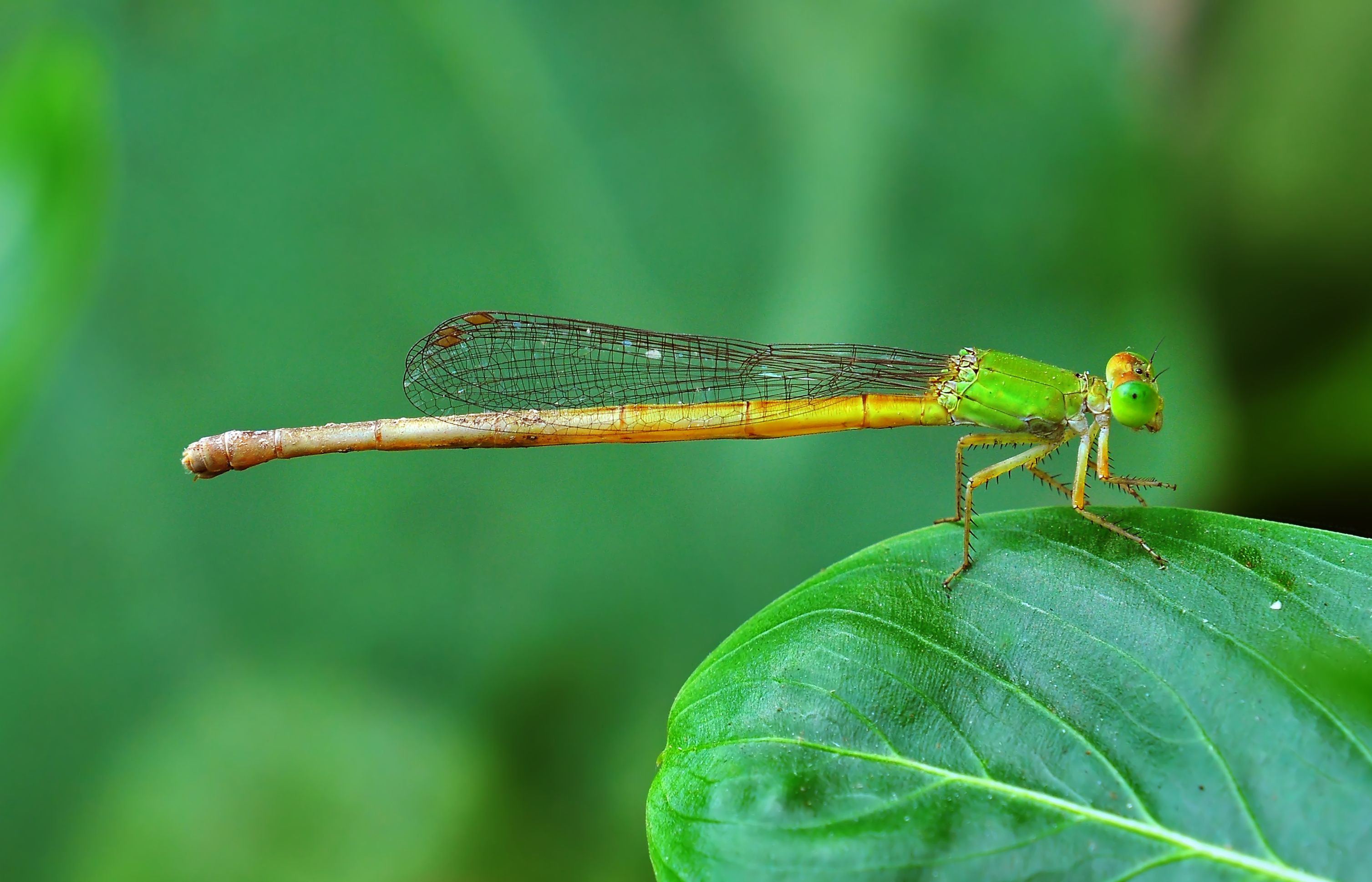
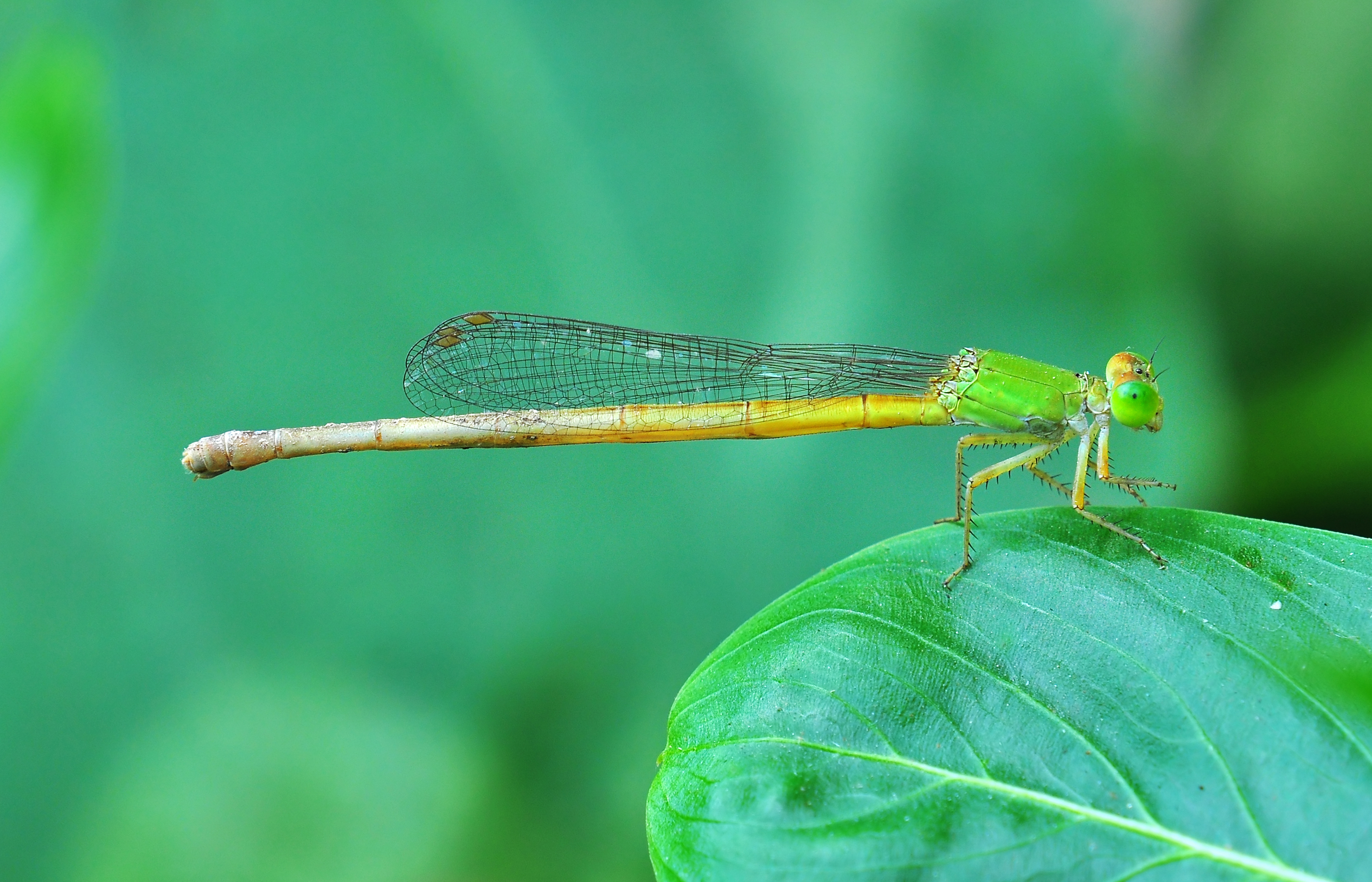
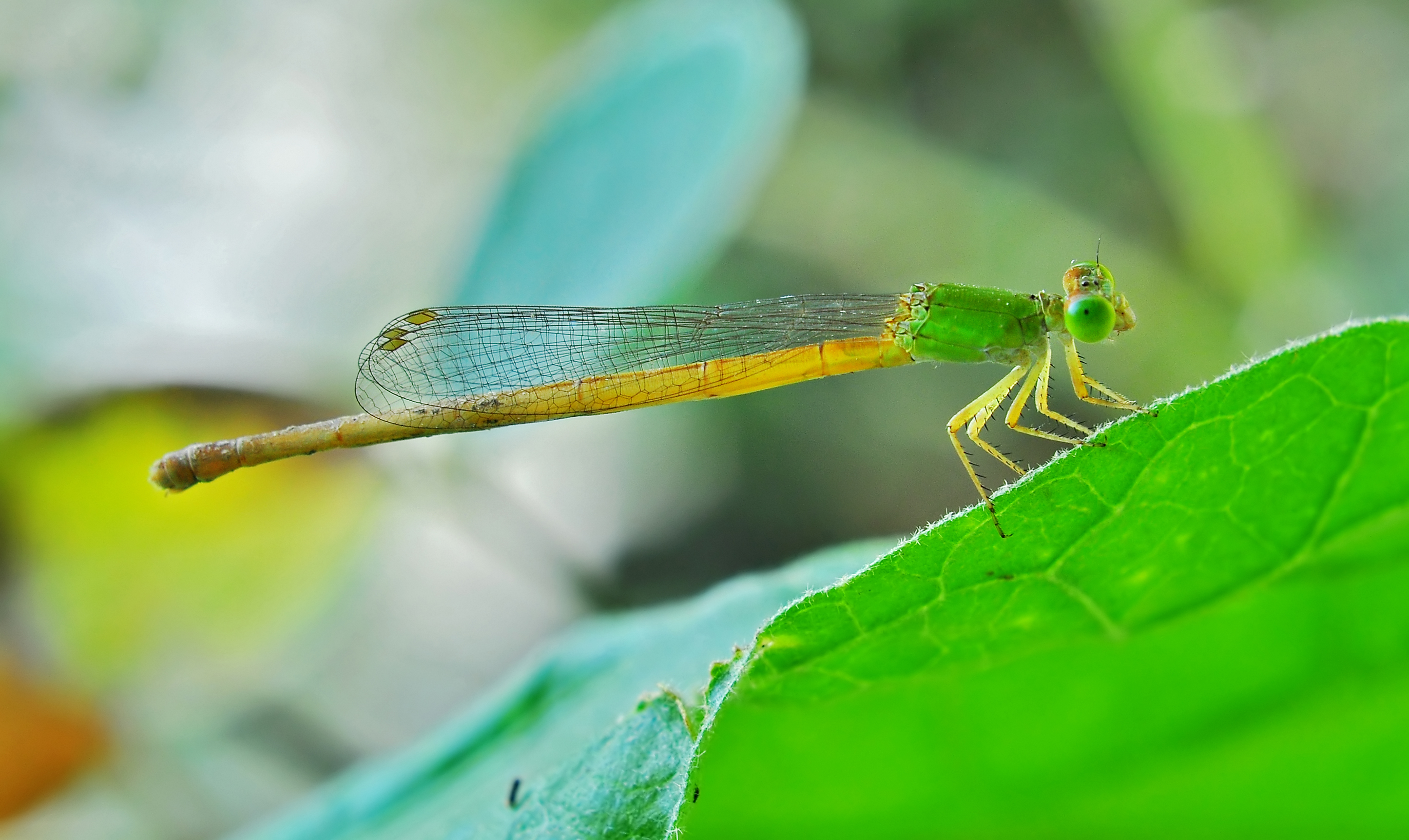